# Tărlungeni
Tărlungeni [ˈtərlund͡ʒenʲ] (deutsch, ungarisch Tatrang) ist eine Gemeinde im Kreis Brașov, in Siebenbürgen, Rumänien.

## Geographische Lage

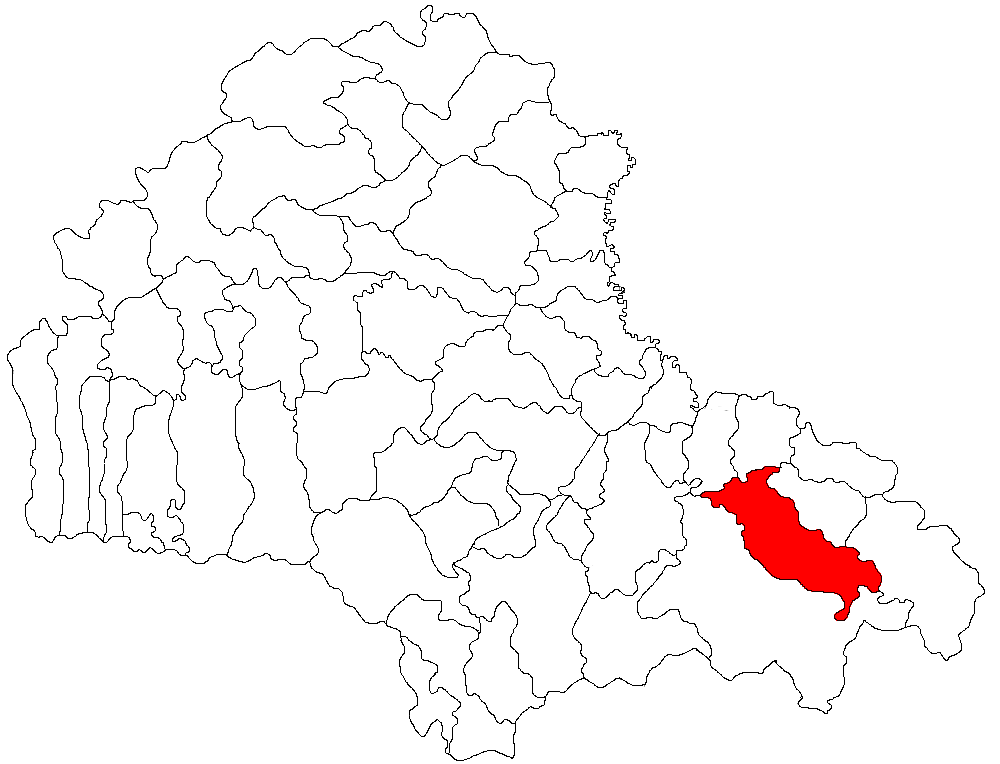
Lage der Gemeinde Tărlungeni im Kreis Brașov

Die Gemeinde Tărlungeni liegt östlich des Burzenlandes in den Nordwestausläufern des Ciucaș-Massivs (Krähenstein) – Teil der Ostkarpaten. Am Tărlung, ein linker Nebenfluss des Râul Negru, und an der Kreuzung der Kreisstraßen (drum județean) DJ 103A mit der 103B, liegt das Gemeindezentrum zwölf Kilometer östlich von der Kreishauptstadt Brașov (Kronstadt) entfernt.

## Geschichte
Der Ort Tărlungeni wurde 1484 erstmals urkundlich erwähnt. Auf dem Areal des Ortes Zizin (Zuisendorf) wurde nach Angaben von M. Roska ein archäologischer Fund, der in die Bronzezeit deutete, gemacht. Inzwischen sind die „Dreidörfer“ (Treisate): Tărlungeni, Purcăreni und Zizin mit anderen zusammengewachsenen „Vierdörfer“ (Patrusate) Teil der heutigen Stadt Săcele (Siebendörfer). Im Königreich Ungarn gehörte die heutige Gemeinde zum Stuhlbezirk Hétfalus („Siebendörfer“; heute Teil von Săcele) im Komitat Kronstadt, anschließend dem Kreis Brașov und ab 1950 dem Kreis Brașov in seiner heutigen Zusammensetzung an.
Von den etwa 135.000 Hektar der Gemeindefläche wird etwa die Hälfte landwirtschaftlich bearbeitet. Abwasserkanäle sind auf dem Areal der Gemeinde nicht vorhanden und von den etwa 2600 Anwesen sind ca. 50 ohne Stromanschluss.

## Bevölkerung
Die Bevölkerung der Gemeinde entwickelte sich wie folgt:
| 1850 | 5.764  | 2.155 | 3.527 | -  | 82                 |
| 1920 | 6.991  | 2.387 | 4.596 | 2  | 6                  |
| 1977 | 7.662  | 3.370 | 3.422 | 13 | 857                |
| 2002 | 7.399  | 4.061 | 2.531 | 6  | 794                |
| 2011 | 8.320  | 3.206 | 2.281 | 9  | 2.824 (2.403 Roma) |
| 2021 | 12.067 | 6.118 | 2.082 | 12 | 3.855 (2.473 Roma) |

Seit der offiziellen Erhebung von 1850 wurde auf dem Gebiet der heutigen Gemeinde die höchste Einwohnerzahl – und gleichzeitig die der Roma – 2011 ermittelt. Die höchste Zahl der Rumänen wurde 2002, die der Ungarn 1920 und die der Rumäniendeutsche (14) wurde 1956 registriert.
Die Hauptbeschäftigung der Bevölkerung ist die Landwirtschaft.

## Sehenswürdigkeiten
- Im eingemeindeten Dorf Zizin die Kirche Sf. Treime[9] im 18. Jahrhundert und ein Haus in der Tudor Vladimirescu Straße, Nr. 478 im 19. Jahrhundert errichtet, stehen unter Denkmalschutz.[10]

## Persönlichkeiten
- Ștefan Foriș (1892–1946), Aktivist und Journalist jüdischer Herkunft